# British Institution

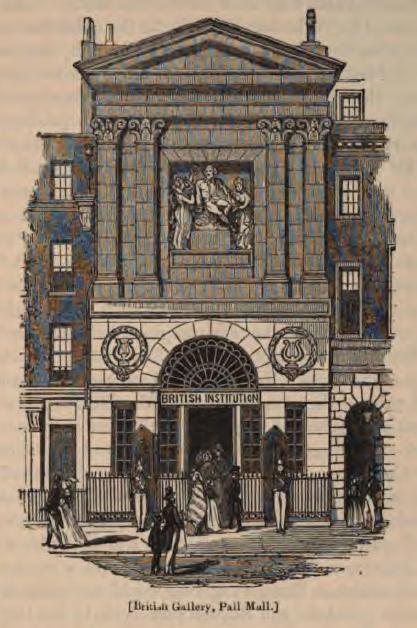
Siège de la British Institution sur Pall Mall (Londres), gravure (1851) de Henry Anelay d'après Mason Jackson.

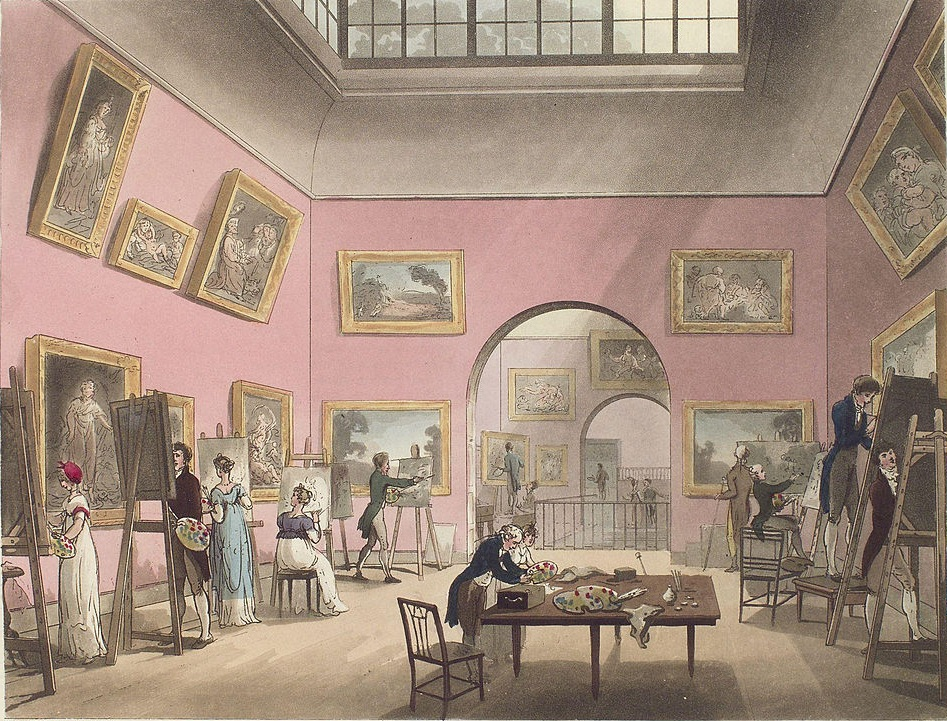
Amateurs copiant des œuvres dans les salles de la British Institution (1808), eau-forte rehaussée de John Buck, d'après une caricature de Rowlandson et Pugin (National Portrait Gallery).

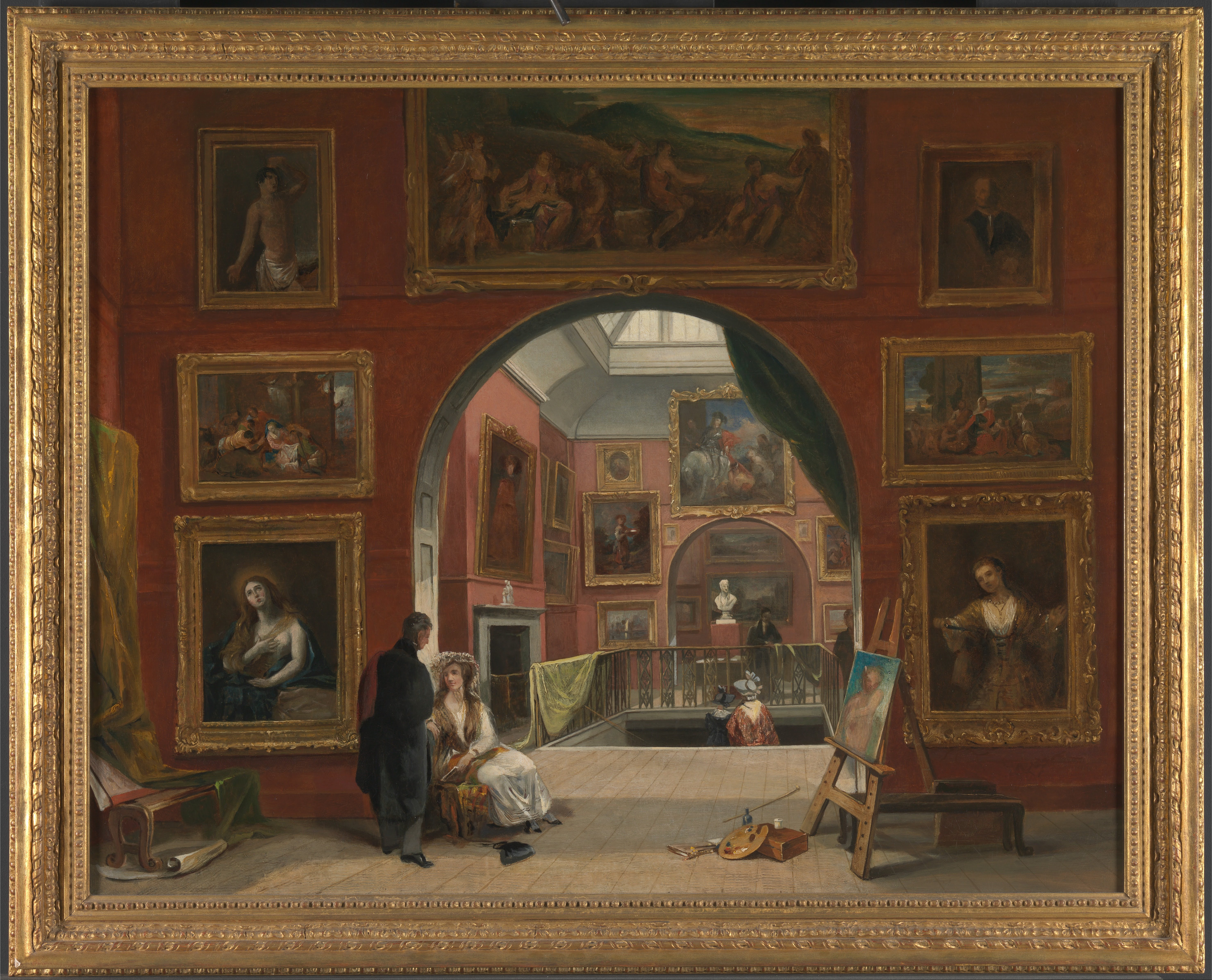
Alfred Joseph Woolmer, Interior of the British Institution (été 1832), huile sur toile figurant une lady en train de copier un vieux maître.

La British Institution for Promoting the Fine Arts in the United Kingdom, abrégé en British Institution, est une ancienne organisation artistique privée londonienne ayant pour vocation d'exposer les œuvres des artistes peintres vivants et morts.
Également connue sous le nom de Pall Mall Picture Galleries ou de British Gallery, la British Institution a joué un rôle de promotion artistique concurrent de celui de la Royal Academy.

## Historique
Fondée en juin 1805 sous seing privé par des souscripteurs appartenant à l'aristocratie, membres de la pairie d'Angleterre, ou membres du parlement britannique, ainsi que de leurs épouses, tous plus ou moins amateurs d'art tels George Beaumont et Charles Long, elle reprend le loyer et les locaux de la Boydell Shakespeare Gallery située 52 Pall Mall en janvier 1806, à la suite de son acquisition lors d'une loterie par William Tassie,, et est dissoute en 1867 aux termes du bail. Son premier directeur fut le marchand et restaurateur d'art William Seguier (1772-1843), qui allait devenir ensuite le premier conservateur de la National Gallery en 1824, laquelle fut fondée par un groupe d'amateurs issus de la British Institution, d'où une série de conflits d'intérêts.
Très élitaire, elle n'admettait parmi ses membres que des gens cooptés, issus de la classe dominante, des connoisseurs aux goûts conservateurs, et non des artistes dont l'activité principale était la création d'œuvres. Alors que les buts affichés par la British Institution étaient de mettre en valeur ces derniers, il s'ensuivit des tensions et pas mal de moqueries dans la presse. 
Elle fut cependant la première galerie au monde à organiser régulièrement des expositions temporaires de maîtres anciens (old masters), événements qui alternait avec des expositions-ventes d'artistes vivants. Ces événements périodiques devinrent peu à peu des moments forts de la vie culturelle londonienne. Le peintre Robert Smirke et l'essayiste William Hazlitt produisirent en 1816 des pochades satiriques. C'est à cette époque qu'y furent montrés les restes de la collection de la maison d'Orléans, qui trouvèrent preneurs parmi les membres éminents de l'Institution. En 1833, John Constable s'étonne de recevoir dans son atelier la visite de trois lords et constate, non sans ironie, que Richard Parkes Bonington, décédé un an plus tôt et bien plus jeune que lui, fait déjà partie d'un accrochage dédié aux « vieux maîtres ».
Le Prince régent fut un temps le protecteur de la British Institution et c'est lui qui permit que sorte des collections royales des tableaux de maîtres pour les y exposer.
Des prix furent attribués aux artistes présentés à partir de 1807. Les bénéfices résultant de la vente des tickets d'entrée étaient employés à l'achat d'œuvres picturales au profit de la nation.
En 1838, Paul Delaroche fut l'un des rares peintres français à y présenter ses travaux, dont Charles Ier insulté par les soldats de Cromwell.
Au cours des dernières années, alors que les expositions de maîtres anciens connaissaient de plus en plus de succès, quelques pré-raphaélites furent exposés, dont Ford Madox Brown.
Fermé en 1867, le bâtiment fut détruit en 1868-1869.